# 白泥镇 (织金县)
白泥镇，是中华人民共和国贵州省毕节市织金县下辖的一个乡镇级行政单位。
2016年1月14日，贵州省人民政府批复同意撤销白泥乡建制，设置白泥镇，撤乡设镇后行政区域和政府驻地不变。

## 行政区划
白泥镇下辖以下地区：
白泥村、起马村、水营村、新黔村、联合村、喻家坝村、大坝村、三合村、银碧村、先锋村、前进村、新寨村、大树脚村、那里村和倮木村。